# جوليس باك
جوليس باك (بالإنجليزية: Jules Buck)‏ هو منتج أفلام أمريكي، ولد في 30 يوليو 1917، وتوفي في 19 يوليو 2001.

## وصلات خارجية
- جوليس باك على موقع IMDb (الإنجليزية)
- جوليس باك على موقع قاعدة بيانات الفيلم (الإنجليزية)